# Cool Head Klan
A Cool Head Klan (röviden: CHK) korábban Cool Head Clan, 1998-ban alakult magyar nemzeti rock és metalegyüttes.

## Története
A Cool Head Klan a korábbi Classica, Sámán és Seneca, Molics Zsolt énekes, vezetésével alakult együttes. Bemutatkozó albumuk megjelenése után beindult a zenekar karrierje. Kemény, de őszinte szövegeik és erős muzsikájuk jellemzi őket. A zenekar 2006-ban Cool Head Klan-ra változtatta a nevét. 
2021. november 30-án Molics Zsolt énekes elhunyt.
A zenekar 2022. július 24-én, a Molics Zsolt Emlékkoncerten köszönt el a közönségtől.

## Diszkográfia
- 1999 – Kikapod a szart
- 2000 – Baz.+
- 2001 – Isten Hozott kistestvérem
- 2001 – Szeresd a testem baby
- 2002 – Harc
- 2003 – Koncert
- 2004 – Méreg
- 2007 – Best of
- 2008 - Szép hazám útjain
- 2010 – Pofa befogva!
- 2012 – Ister-gam
- 2016 – Benzin és vér
- 2019 – Tűzben edzett
- 2022 – Az utolsó szó jogán - Molics Zsolt emlékére

## Tagok
Utolsó felállás
- Molics Zsolt (ének)
- Ángyán Tamás (gitár, hegedű)
- Hornyák Balázs (dob)
- Ozvald László (vokál, táltosdob)
- Forgács Róbert (basszusgitár)
- Forgács "Joe" József (gitár)

Korábbi tagok
- Petrás János (basszusgitár)
- Bankó Attila (dob)
- Csiszér Levente (gitár)
- Mezőfi József (basszusgitár)
- Gáspár János (dob)
- Németvölgyi Norbert (gitár)
- Koós József (gitár)
- Hornyák Péter (dob)
- Koncz 'Bonca' Tibor (basszusgitár)
- Utasi András (gitár)
- Trombitás Gyula (basszusgitár)

## Érdekességek
Petrás János, Csiszér Levente és Bankó Attila kilépésük után 2003-ban megalapították a Kárpátia zenekart.